# ميكائيل كروجيروس
ميكائيل كروغيروس (وُلد عام 1976 في ستوكهولم) هو صحفي ومؤلف كتب غير روائية ويعيش في سويسرا.

## الحياة المهنية
وُلد ميكائيل كروغيروس سُويديًّا فنلنديًّا في عام 1976 في العاصمة السويدية ستوكهولم كطفل لمهاجرين من فنلندا. ذهب إلى برلين لدراسة العلوم السياسية في جامعة برلين الحرة. ثم درس في مدرسة ("طيارو الفوضى") في آرهاوس بالدنمارك، وتخرج منها عام 2003. عمل لفترة كمحرر في برنامج تلفزيوني للشباب بعنوان "تحدث للكوكب - Chat the Planet" في مدينة نيويورك.